# Pan Americanos de Hóquei em Patins de 1983
O Pan Americanos de Hóquei em Patins é uma competição de Hóquei em Patins com as selecções nacionais do continente Americano. Esta Competição é organizada pela Confederação Pan-Americana de Patinagem. A 2ª Edição realizou-se na cidade de Sertãozinho , na Brasil entre os dias 16 a 21 de Novembro.

## Fase Grupo
| Time           | J | V | E | D | GP | GC | SG | Pts |
| -------------- | - | - | - | - | -- | -- | -- | --- |
| Brasil         | 6 | 4 | 1 | 1 | 22 | 17 | +5 | 13  |
| Estados Unidos | 6 | 2 | 2 | 2 | 20 | 24 | −4 | 8   |
| Argentina      | 6 | 2 | 1 | 3 | 23 | 23 | 0  | 7   |
| Chile          | 6 | 2 | 0 | 4 | 24 | 26 | −2 | 6   |

|                | BRA   | USA   | ARG   | CHI   |
| -------------- | ----- | ----- | ----- | ----- |
| Brasil         | –     | 3 – 2 | 4 – 3 | 6 – 2 |
| Estados Unidos | 2 - 2 | –     | 5 – 4 | 3 – 2 |
| Argentina      | 3 - 2 | 4 - 4 | –     | 8 – 3 |
| Chile          | 4 - 5 | 8 - 3 | 5 - 1 | –     |

| Pan Americano 1983 |
| ------------------ |
| Brasil 1º Titulo   |